# Нова Іванівка (Білгород-Дністровський район)
Нова́ Іва́нівка — село Саратської селищної громади Білгород-Дністровського району Одеської області в Україні. Населення становить 104 осіб.

## Історія
19 липня 2020 року, в результаті адміністративно-територіальної реформи і ліквідації Саратського району, село увійшло ло складу новоутвореного Білгород-Дністровського району.

## Населення
Згідно з переписом УРСР 1989 року чисельність наявного населення села становила 98 осіб, з яких 48 чоловіків та 50 жінок.
За переписом населення України 2001 року в селі мешкали 104 особи.

### Мова
Розподіл населення за рідною мовою за даними перепису 2001 року:
| Мова       | Відсоток |
| ---------- | -------- |
| українська | 92,31 %  |
| російська  | 4,81 %   |
| молдовська | 1,92 %   |
| болгарська | 0,96 %   |